# Ládonyi Miklós
Mihályi Ládonyi Miklós (fl. 1499–1545), koronaőr, Galgóc várnagya 1524-ben, Visegrád várnagya 1526-ban, Sopron vármegye alispánja, földbirtokos.

## Élete

### Birtokgyarapítása és várnagyi szolgálata
A régi nemesi család a vezetéknevét az eredetileg Sopron vármegyei Nemesládony után vette fel. Apja mihályi Ládonyi István (fl. 1469–1480), földbirtokos, anyja a Csák nemzetségből származó mihályi Ugrin Zsófia (fl. 1455–1490). Az anyai nagyszülei Csák nembeli mihályi Ugrin János (fl. 1429–1447), földbirtokos és a győri polgári származású Fydol Veronika (fl. 1447–1473) voltak; Ugrin Jánosné Fydol Veronikának a szülei Faydol Vid (Fydol Vitusz) (fl. 1447), Győr belső városi polgár, és a nemesi származású felsőszapi Zapy Anna (fl. 1447) voltak.
A testvéreivel együtt először 1499-ben szereplő Ládonyi Miklós, azoktól eltérően, nem Kanizsai familiáris volt (az apjuk Ládonyi István, illetve nagyapjuk Ládonyi László hosszú évtizedekig a főnemesi családnak a familiárisai voltak), hanem a 16. század elejétől Újlaki Lőrinc herceg bizalmi emberei közé tartozott. Újlaki 1524-ben azért adományozott neki Galgócon házat, mert Ládonyi az ő gyermekkorától szolgálatában állt. Apjától örökölt birtokai mellé 1507-ben három testvérével együtt vette zálogba rokonságától, a Kisfaludiaktól, a Csákiaktól és az Ugrin örökös Varbókiaktól, Mihályi azok kezén levő részeit és egyéb birtokait, amelyek később, 1535 után, az értük viselt perek ellenére, egyedül az ő kezében maradtak. 1518-ig nem maradt fenn személyére vonatkozó további adat, abban az évben azonban már nős ember volt. Felesége, tőrösdi Kónya Potenciana, Sülyi Ethelei Mihály özvegyeként akkor kötött egyezséget a Pest megyei Kartal és a Nógrád megyei Bodon falvakról néhai férjének sógorával, Ethelei Ferenccel, aki korábbi királyi megerősítésre hivatkozva teljes egészében átadta azokat neki és első férjétől, Bodó Miklóstól származó Anna leányának. Bodont és Kartalt ugyanis még 1516-ban adományozta Werbőczy István familiárisának, Etheley Mihálynak és feleségének. Az adományt 1519-ben II. Lajos magyar király is megerősítette, ebben azonban Kónya Potenciana asszony már Ládonyi Miklóssal, harmadik férjével együtt szerepel. Ugyanebben az esztendőben Potenciana asszony apja, tőrösdi Kónya Lukács a budai káptalan előtt összes Csanád megyei családi birtokát átadta leányának és vejének. A Dunántúlon fekvő Sopron és Vas megyei birtokok mellé így kerültek Ládonyi Miklós kezére házassága révén további, az ország más tájain fekvő birtokok. Potenciana asszony azonban nemcsak Bodont és Kartalt juttatta ilyen módon Ládonyi Miklós kezére, hanem egy Pesten levő kőházat is. A ház a Búzapiacon állt, 1486-ban Pesti Nagy János polgáré volt, tőle került 1503-ban vásárlás útján temesvári Bodó Miklós és felesége, Zsófia asszony, valamint Bodó öccse, Péter birtokába. A ház tulajdonjoga felett 1511-ben már az elhunyt Bodó Miklós második felesége, a fent említett Kónya Potenciana kötött egyezséget Bodó Péterrel, amelynek során a házat Potenciana asszony kapta meg, s ő vitte azt Ládonyi Miklóssal kötött új házasságába.
Potenciana asszony Ládonyi Miklóssal és előző házasságából született Anna leányával 1518 körül a pesti házban élt. itt született ebben az esztendőben Ládonyi Miklóstól első gyermeke, Erzsébet, ahogyan azt egy latin nyelvű, a gyermekeit felsoroló feljegyzés megörökítette. Ebben a pesti házban, Ládonyi kezeinél hagyta 1520. június 15-én Tomori Pál, a későbbi érsek, tételesen felsorolt vagyontárgyait, négyezer aranyforintot, ezer forintot aprópénzben, aranyozott és ezüst kupákat, tálakat, tányérokat, mosdókorsót medencéjével, tizenegy szőnyeget, bársony és nyest subát és két barna ökörszarv kürtöt. A felsorolt értékeket 1521. február 25-én juttatta vissza Ládonyi a pesti házban tomory Pál megbízottjainak, Tomori Lajosnak, Velezdi Kövér Jánosnak és Balith istvánnak. Erre az utóbbi alkalomra azonban már akkori szolgálati helyéről, az Újlakiak birtokában levő Szávaszentdemeter várából térhetett vissza Pestre. Ottani tisztsége ismeretlen, azonban családjával együtt huzamosabb ideig tartózkodhatott Szávaszentdemeter várában, ugyanis 1520-ban ott született második, Magdolna nevű leánya. Valószínűleg Szávaszentdemeter várnagyi tisztségét töltötte be. Ottani szereplésére
utal II. Lajos királynak a kői káptalan részére küldött parancsa is, amelyben Ládonyi részére kiadandó bizonyságlevélről intézkedett.
Az 1520-as évek első felében, közelebbről nem ismert időpontban vette át Ládonyi a szintén az Újlakiak birtokában levő, felvidéki Galgóc várának várnagyságát. 1522-ben még pesti házában született harmadik leánya, Krisztina, negyedik gyermeke, György azonban már Galgócon. 1524-ben ott adományozott számára házat és szőlőt Újlaki Lőrinc országbíró. Azt feleségével és utódaival együtt kapta, örökösödési joggal és ebben az adománylevélben olvasható, hogy Újlakit annak gyermekkora óta szolgálta hűségesen.
Az adományt a király is megerősítette. Az Újlaki Lőrinc herceg szolgálatában töltött évek során otthoni, Mihályi környéki, részben apai örökségű, részben vásárolt vagy zálogjogon szerzett birtokait is tovább növelte. A már korábban is kezén levő, Vas megyei Bodaháza, Cövekháza, Felgencs, Gencs és Kagymat birtokokat 1521-ben II. Lajos király azért
kötötte le Ládonyi Miklósnak és feleségének, mert ők a török elleni háború költségeire 500 forintot adtak át neki. 1524–1525-ben a rokonsággal, leginkább a Kisfaludiakkal pereskedett Mihályi és Linkóhát pusztarészeiért. Ládonyi Imre bátyja halála után, 1525-ben annak birtokrészeit is ő kapta meg. Ugyancsak 1525-ben kapta meg II. Lajostól a Vas megyei Szergény királyi jogait, a családjának nevet adó Ládony további részeit pedig zálogba vette rokonságától.

### A kettős-királyság kora
1524-ben örökös nélkül elhunyt Újlaki Lőrinc herceg. Ezt követően Ládonyi Miklós, miután 1525. év elején a király sürgősen magához hívatta, Szapolyai János erdélyi vajda szolgálatába lépett és 1526 februárjától a koronaőr Szapolyai visegrádi várnagya, és egyúttal a koronaőrségben helyettese lett. Várnagyságában a másik koronaőrnek, Perényi Péternek familiárisával, Szentiványi Istvánnal osztozott, később pedig harmadikként Kövér Pállal, majd őt követően Doroszlói Jánossal. Ezzel a tisztségével Ládonyi Miklós a köznemesi pályafutása legmagasabb beosztását érte el. Visegrádi várnagysága idején családja ismét Pesten, ottani házában élhetett, 1526. május 25-én ugyanis ott született a keresztségben Demeter nevet kapott ötödik gyermekük. A mohácsi csatavesztés és II. Lajos király halálának, a török közeledtének hírére, Szapolyai János utasítását követve, Ládonyi a koronát és a koronázási ékszereket, valamint felszerelést Trencsén várába menekítette, amiért Szapolyai János már királyként megerősítette őt valamennyi birtokában. 1527-ben még János király embereként szerepelt, de annak katonai vereségét követően, 1528. év elején Thurzó Elek országbíró kíséretében a Győrbe érkező I. Ferdinánd magyar királyhoz csatlakozott. 1528 és 1531 között Sopron vármegye alispánjaként említik Ládonyi Miklóst. Ezekben a zavaros, polgárháborús időkben a rendelkezésre álló adatok szerint családjával együtt Mihályiba vonult vissza, 1528-ban ugyanis ott született Ládonyi Anna, majd feltételezhetően 1530-ban Ládonyi Sára nevű leánya. A két időpont között, 1529-ben bizonyította Sopron vármegye, hogy alispánja, Ládonyi Miklós a Rába ismételt kiáradásai miatt a Mihályiban birtokolt belsősége, tehát lakóhelye helyett a falu északi részében foglalt magának új rezidenciahelyet.
1534-ben Ferdinánd király adománylevele értelmében meg kapta Szentandrási Monthor Tamás halálával annak a királyra szállt Zala megyei birtokait, amelybe a kapornaki konvent a következő évben be is iktatta. 1540-ből ugyanakkor fennmaradt I. János királynak az az oklevele, amelyben Ládonyi Miklóst összes jószágával együtt különös pártfogásába vette. Ebben az esztendőben már a győri vár püspöki prefektusa volt, és e tisztségében valószínűleg 1545-ben bekövetkezett haláláig megmaradt, 1543-ban is így szerepel.
Ez a tisztsége azonban csak névleges volt, mert a középkori püspökvárban 1527-től az akkor I. Ferdinánd által hátrahagyott királyi őrség kapitánya székelt, és
Ládonyi gyakorlatilag a püspöki javak kezelője volt. Ládonyi Miklós 1545-ben bekövetkezett halála idején feleségét és négy gyermeket, Györgyöt, Demetert, Krisztinát és Sárát hagyta hátra.

## Házassága és leszármazottjai
Felesége terösdi Kónya Potenciana (fl. 1524–1543), törösdi Kónya Lukács csanádmegyei birtokos lánya volt. Ládonyi Miklós és Kónya Potenciana frigyéből született:
- Ládonyi György, földbirtokos.
- Ládonyi Demeter (fl. 1540–1580), földbirtokos. Neje: pókateleki Zomor Katalin.
- Ládonyi Krisztina. 1.f.: rávonyi Rávoni Mihály (fl. 1513–1547), királyi ítélőmester, földbirtokos. 2.f.: szentbalázsi Zele Boldizsár, földbirtokos. Rávonyi Mihály és Ládonyi Krisztina lánya: Rávonyi Zsófia (fl. 1559–1580), akinek a férje vizkeleti Vizkelethy Jakab (fl. 1554–1580), a királyi kancellária jegyzője, földbirtokos volt.
- Ládonyi Sára (fl. 1530–1570) az első magyar női költő. 1.f.: razinai Bocskay Ferenc. 2.f.: Egerváry Mihály